# Endeo

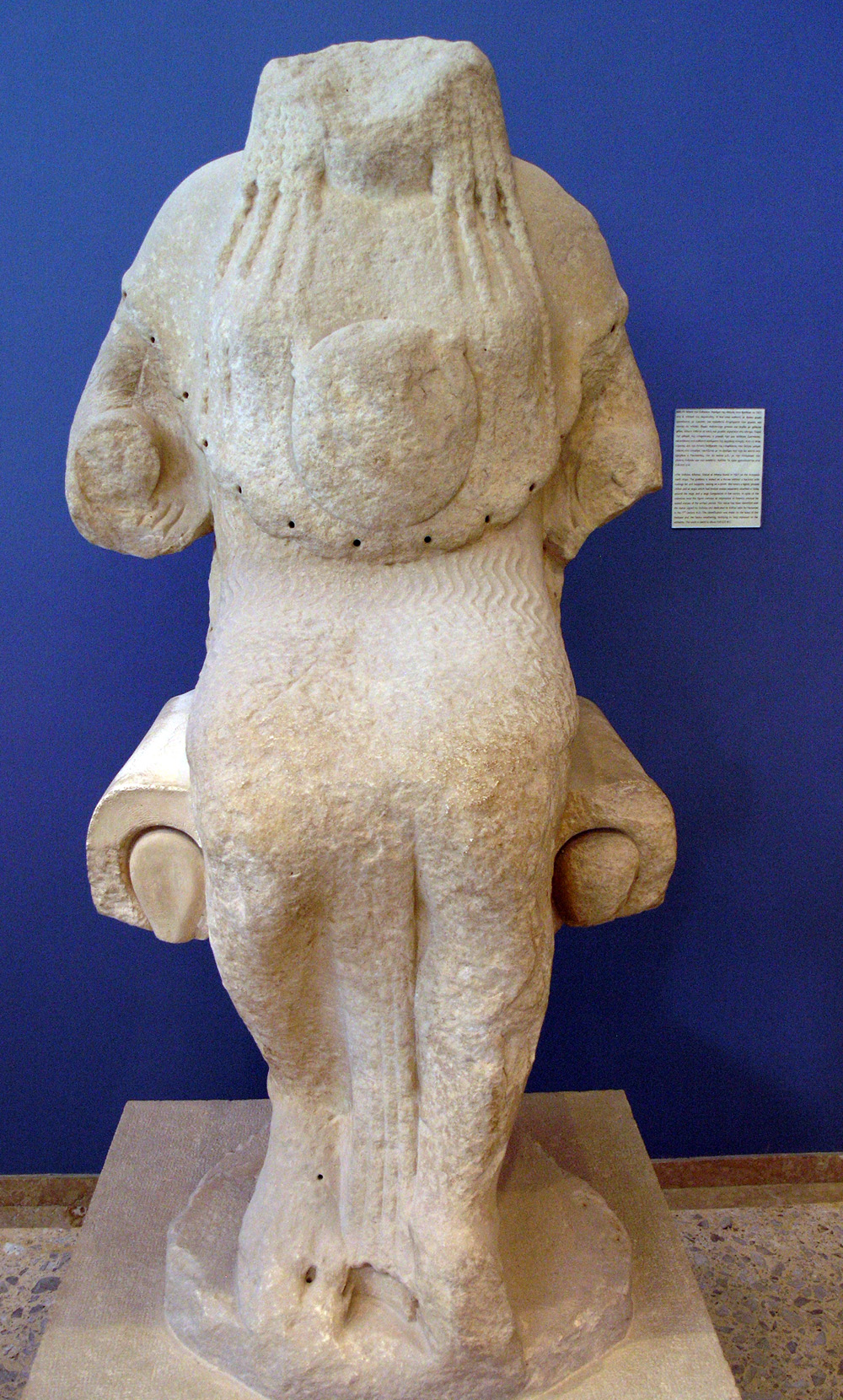
Kore sentada, generalmente conocida como la Atenea sentada de Endeo, museo de Acrópolis de Atenas (nº 625)

Endeo (en griego Ἔνδοιος, Éndoios) fue un escultor ateniense de finales del siglo VI a. C. Es con Antenor uno de los más grandes representantes del estilo arcaico tardío.

## Biografía
Su vida es muy poco conocida. Pausanias dice que fue un ateniense, discípulo del mítico Dédalo, que le habría acompañado en Creta después de la muerte del rey Cócalo. Le atribuye una estatua sentada de Atenea dedicada por un tal Calias que parece que se trata del vencedor olímpico de la 54 olimpiada (564 a. C.) que menciona Heródoto

## Obras
Pausanias atribuye a Endeo tres estatuas de Atenea :
- la Atenea sentada en la Acrópolis de Atenas, ubicada cerca del Erecteo, con una inscripción según la cual Calias la ofrendó y Endeo la esculpió;[3]
- la Atenea Alea de Tegea, toda en marfil, que se encontraba en el Foro de Augusto en la época de Pausanias;[4]
- la Atenea Políade de Eritras, de madera, sentada en un trono y con una rueca en cada mano, que Pausanias atribuye a Endeo sobre la base de criterios estilísticos.[5]

Plinio el Viejo le atribuye por otra parte la paternidad de la Artemisa de Éfeso. Se poseen tres bases que llevan la firma de Endeo en caracteres que pueden ser datadas entre 530-500 a. C.,  una de las cuales está firmada conjuntamente por Filergo.

### Atenea sentada de la Acrópolis
Se reconoce tradicionalmente la Atenea sentada mencionada por Pausanias en una estatua actualmente conservada en el Museo de la Acrópolis  de Atenas con el número 625. a. C. Descubierta al principio de la Guerra de independencia griega, la obra, muy mutilada, es la más antigua representación estatuaria de Atenea encontrada en Ática.
Se distingue claramente de otras figuras sentadas que se encontraron de la misma época en Jonia. Atenea lleva una amplia égida y un gorgoneion (cabeza de Medusa cuya cara fue amartillada). Los brazos, rotos en los antebrazos, están replegados. Las piernas aparecen claramente a través de la ropa y están separadas por un faldón de drapería con los pliegues claramente marcados. La pierna derecha está hacia atrás, como si la diosa fuera a levantarse de su asiento.